# Schloss Pau

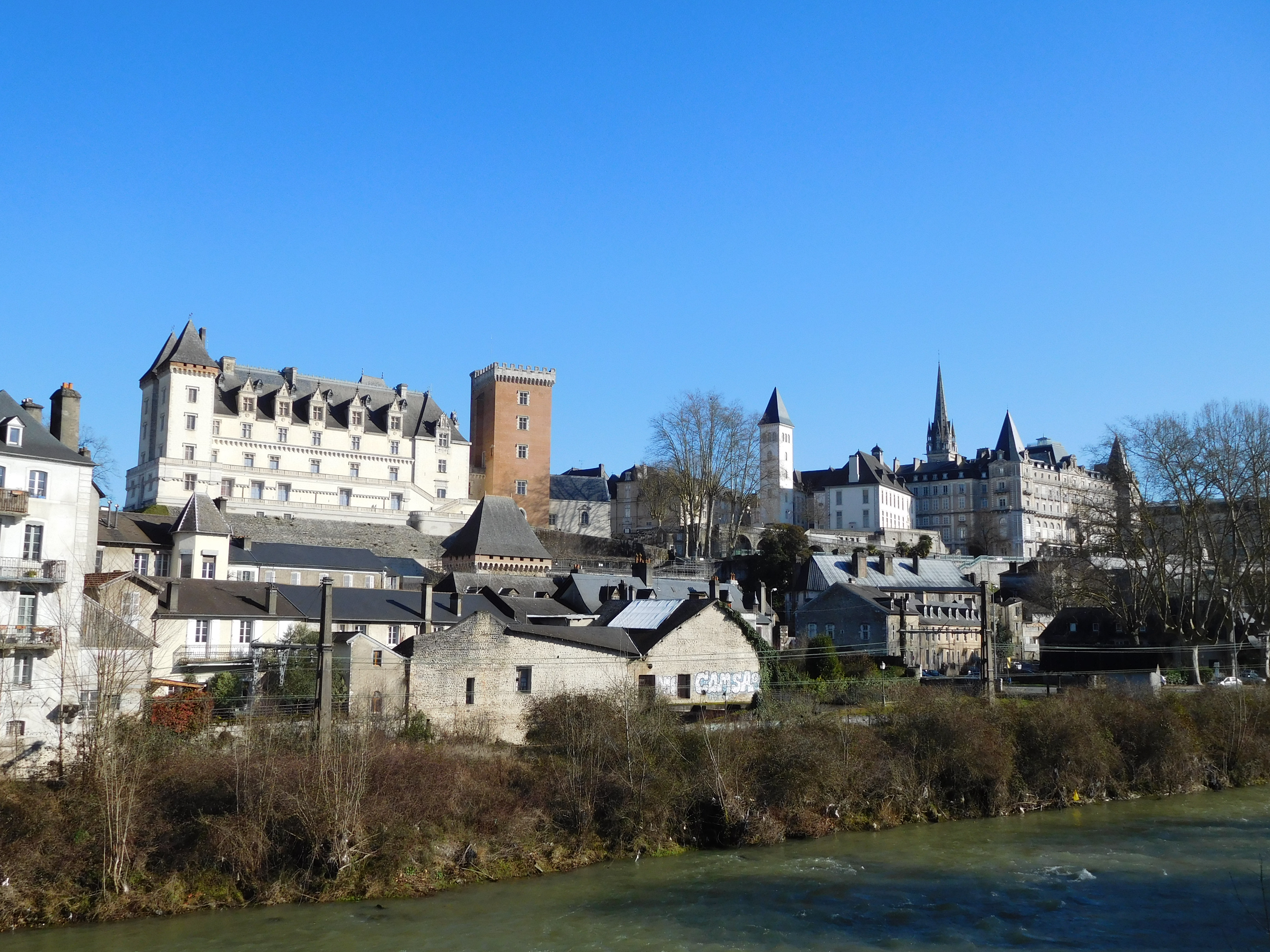
Schloss Pau

Im Zentrum der Altstadt von Pau im Béarn steht das Schloss Pau, Geburtsort Heinrichs IV., des Königs von Frankreich und Navarra. Als Zeichen der Herrschaft des „guten Königs“ schmückt seine Abbildung alle Mauern. Das Schloss, das weit älter ist als die Vereinigung der beiden Königreiche, ist jedoch über die Person des als Vert galant (dt. Lebemann) bezeichneten Heinrich IV. auch mit der bewegten modernen Geschichte verknüpft.

## Die Ursprünge

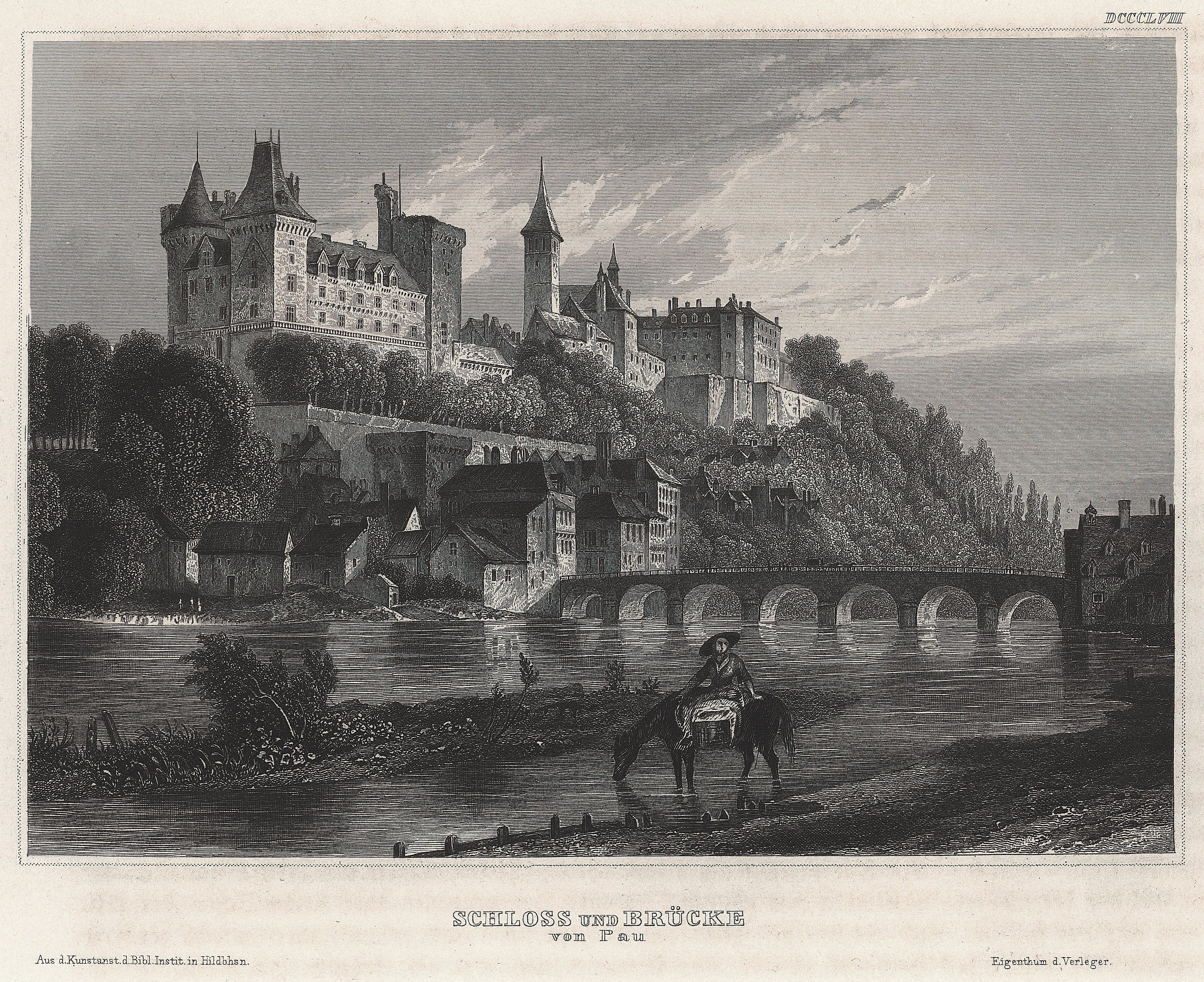
Schloss und Brücke Mitte des 19. Jh.

Schloss Pau wurde im Mittelalter erbaut. Seinem militärischen Zweck gemäß weist es typische Merkmale einer Burg auf. So wurde es zum Beispiel auf einem Hügel errichtet, der den Fluss Gave de Pau beherrscht.
Seit seiner Erbauung hatte das Schloss auch eine symbolische Bedeutung. Eine Palisade aus Pfählen (frz. pieux, im bearnesischen Dialekt pau), die das Schloss umgab, stellte durch Metonymie den Bezug zur Stadt selbst her. Die Pfähle symbolisierten Treue und Aufrichtigkeit, jeder einzelne stand dabei wie eine bearnesische Ausführung der axis mundi. Im 12. Jahrhundert baute Gaston IV. von Béarn drei Türme an die Festung an. In Anlehnung an die Dörfer, nach denen sie jeweils ausgerichtet sind, heißen sie Mazères, Billère und Montauser.

## Gaston Fébus

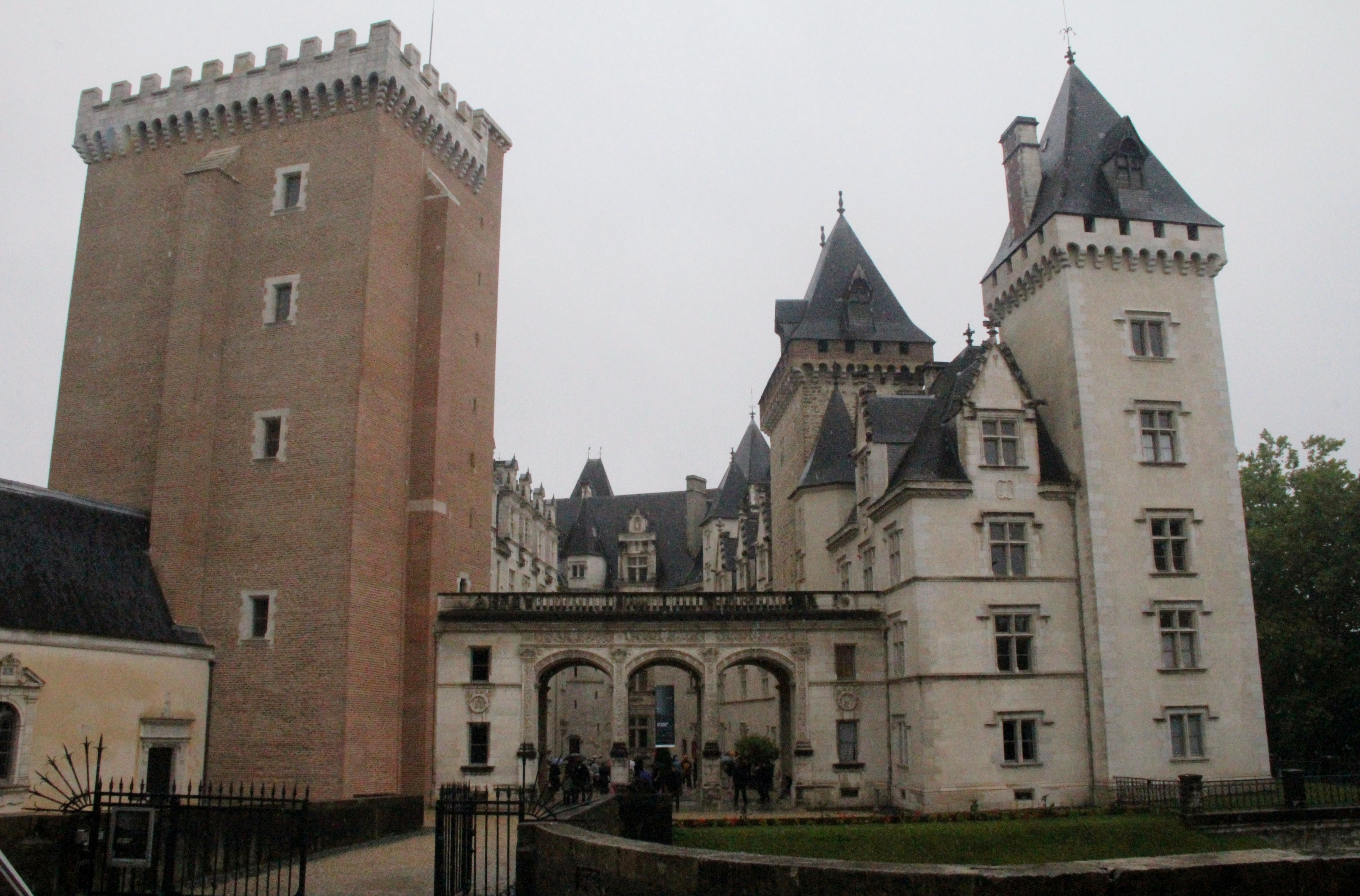
Bergfried und Schlosshof

Im 14. Jahrhundert betrat mit Gaston III. von Foix-Béarn, besser bekannt unter dem Namen Gaston Phébus, eine Persönlichkeit die Bühne, die emblematisch für das Béarn steht und ihre Spuren am Schloss hinterlassen hat. Dieser Kriegsherr befand sich zwar in einer heiklen Position, da seine Besitztümer auf der Steuerfläche der verfeindeten Königtümer Frankreich und England lagen, es gelang ihm dennoch, das Béarn, das „Geschenk Gottes“, zu einem vereinten und unabhängigen Gebiet zu machen. Dies bewerkstelligte er vom Zentrum der Region aus: dem Schloss. Fébus ließ den 33 Meter hohen Bergfried aus Backstein erbauen und dort die bearnesische Inschrift anbringen: „Febus me fe“ (deutsch: „Phébus hat mich gemacht“).

## Die Könige von Navarra
In der Renaissance veränderte die Einrichtung des Hofes von Navarra die Erscheinung des Schlosses deutlich. Aus der ursprünglichen Festung wurde eine wohnliche Residenz. Henri d’Albret war der erste König von Navarra, der sich dort niederließ; in Begleitung seiner Ehefrau Margarete von Navarra, Schwester von Franz I. und Autorin des Heptaméron. Ihre Initialen finden sich auf den Mauern und an den Decken. Sie wurden im Laufe von Restaurierungsarbeiten konserviert.

## Heinrich IV.

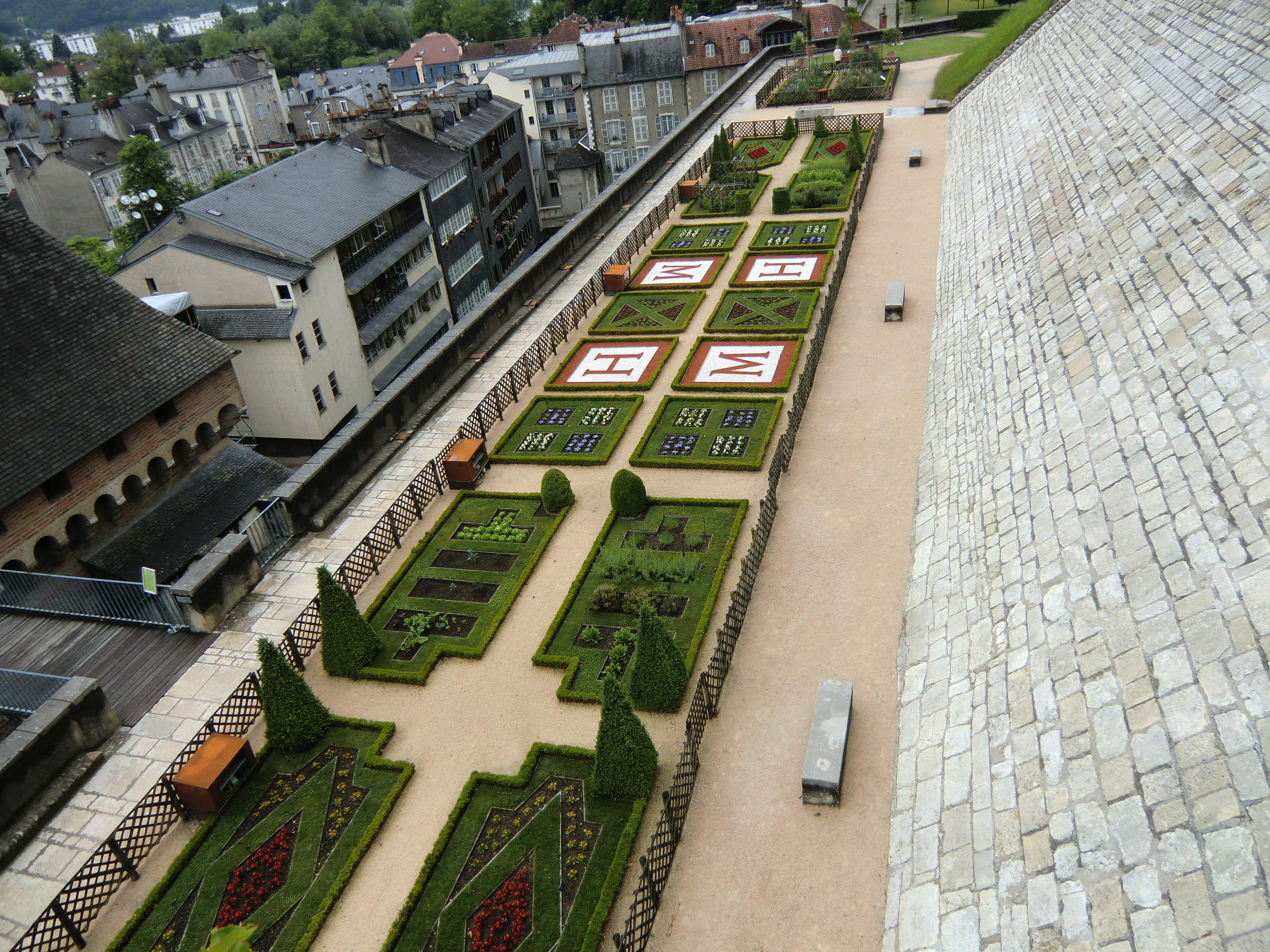
Gärten auf der Schlossterrasse

Erst ihr Enkel verschaffte dem Schloss seine heutige Bekanntheit – allerdings nicht durch bauliche Unternehmungen, ja nicht einmal aus eigenem Willen. Heinrichs IV. einziges Verdienst war, dort geboren zu werden, den Rest besorgte die Geschichte. Diesem König diente im Kindesalter ein Schildkrötenpanzer als Wiege, den die Bearneser über die Wirren der Revolutionen gerettet hatten, und sein Ruhm verlieh dem Schloss, das weder sein Heranwachsen noch seinen Tod sah, eine besondere Aura. Berühmt wurde Heinrich IV. aber erst nach seinem Tod 1610, und sein Geburtsort geriet in Vergessenheit. Lediglich für die Unterzeichnung des Vertrages, der Navarra unter Ludwig XIII. dem Königreich Frankreich eingliederte, besann man sich auf das Schloss als geschichtlich bedeutsamen Ort zurück.

## Die Restaurierung
Ludwig Philipp, der die Ideale der Revolution, mit denen der Monarchie versöhnen wollte, hatte die Idee, das Schloss zu restaurieren und zu einer königlichen Residenz zu machen; schließlich hatte dessen früherer Besitzer bereits Katholiken und Protestanten in Frieden vereint.

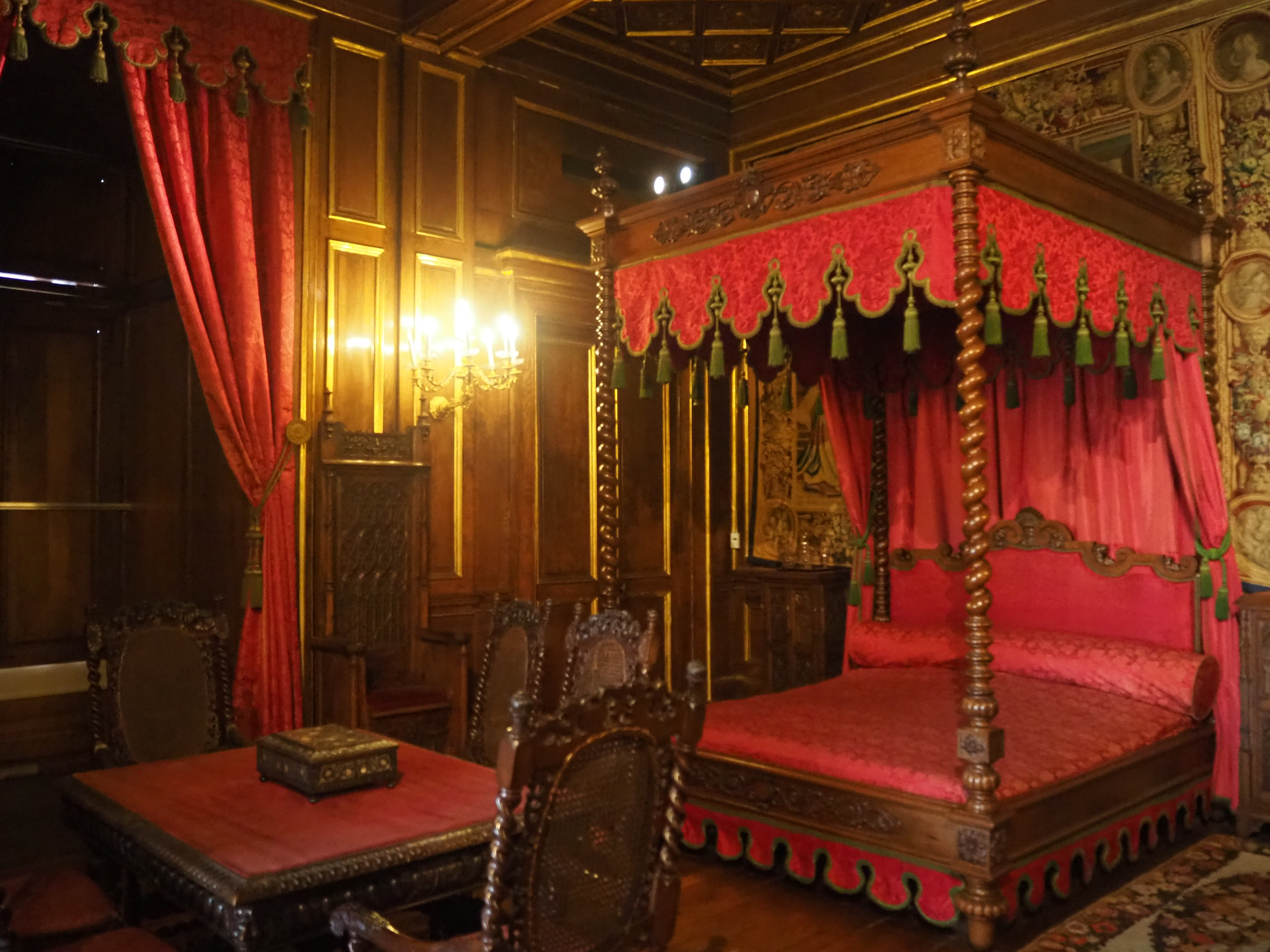
Schlafzimmer Kaiser Napoleons III.

Jedoch diente es vor allem als goldener Käfig für den Emir Abd el-Kader, der in Algerien von Frankreich besiegt worden war. Weil das Schloss seinen Charakter aus der Zeit von Heinrich IV. bewahren sollte, wurde es mit Kopien von Antiquitäten aus Mittelalter und Renaissance eingerichtet, um an das prunkvolle Zeitalter des „Guten Königs“ zu erinnern. Ludwig Philipp konnte von seinem englischen Exil nicht mehr an diesen Ort zurückkehren, der schließlich an Napoléon III. überging. Auf ihn geht die Säulenhalle im Renaissance-Stil zurück, durch die man das Gebäude betritt. Sie trägt die Initialen des Königspaares von Navarra, das den Bau des heutigen Schlosses initiiert hat.
Während der Republik wurde das Schloss Sitz des Präsidenten. Heute ist es ein Museum und beherbergt verschiedene Werke aus den Epochen seit Heinrich IV. und besonders aus der Zeit der Restauration unter Ludwig Philipp.